# كفر مشكي
كفر مشكي هي إحدى القرى اللبنانية من قرى قضاء راشيا في محافظة البقاع.